# Liared
Liared är kyrkbyn i Liareds socken i Ulricehamns kommun belägen på västra sluttningen av sydsvenska höglandet. År 2005 klassades Liared som småort, men på grund av att befolkningen minskat till färre än 50 personer 2010 klassades då Liared inte längre som småort, men återigen från 2015.
Här återfinns Liareds kyrka. 
Regissören Colin Nutley besökte Liared på 1980-talet då en dåvarande flickvän var från byn. Byn är sedan inspirationen och inspelningsplatsen för Nutleys film Änglagård.